# Col du Labouret
Le col du Labouret est un col d'une altitude de 1 240 m situé sur la route de Digne-les-Bains à Barcelonnette, dans les Alpes-de-Haute-Provence. Il fait communiquer les vallées de l'Arigéol (tributaire de la Bléone) et du Bès (rivière des Alpes-de-Haute-Provence). Il s'agit d'un raccourci évitant de suivre la vallée du Bès, marquée par plusieurs étroits (clue de Barles et de Verdaches). C'est le premier col nommé sur l'itinéraire entre Digne et Barcelonnette (les deux autres étant le col de Maure et le col Saint-Jean).
Un monument à Prosper Demontzey, qui dirigea à partir de 1863 les travaux de reboisement de ce secteur, est présent au col.
Le col du Labouret marque la limite entre architecture de haute montagne, à couverture de bardeaux, qui ont été remplacés par la lauze, et architecture provençale, à couverture de tuiles. Dans le village de Beaujeu et au pied du col, se trouvent deux relais.

## Cyclisme
Le col du Labouret a été franchi à 3 reprises par le Tour de France et a été classé deux fois en 2e catégorie (versant sud) et une fois en 4e catégorie (versant nord). Voici les coureurs qui ont franchi les premiers le col :
- 1953 : José Serra Gil  Espagne
- 1989 : Jérôme Simon  France
- 2005 : Juan Manuel Gárate  Espagne